# Ambrogio Oliva
Ambrogio Oliva (Trino, XVI secolo – XVII secolo) è stato un pittore italiano.

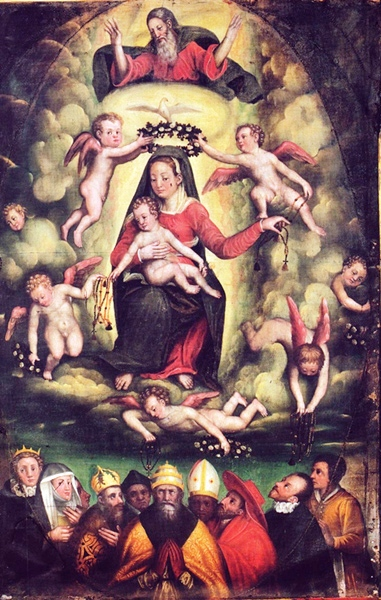
Ambrogio Oliva, Madonna del Rosario, Occimiano, Chiesa del
Santissimo Nome di Gesù e del Rosario, 1580 ca.

Pittore attivo in Casale, risultava ancora vivente nel 1601.
La figlia Laura sposò nel 1589 a Casale il pittore Guglielmo Caccia, detto Moncalvo.